# Евар Саар
Евар Саар (ест. Evar Saar) або Евар Саари (виро Evar Saarõ, народився 16 серпня 1969 року) — естонський лінгвіст, дослідник вируської мови і журналіст однієї з газет області Вирумаа

## Біографія
Закінчив Тартуський університет. Є працівником Вируського інституту з 1995 року. багато разів подорожував історичною областю Вирумаа, зібрав більше 50 тисяч власних імен (імена людей і назви населених пунктів), які вживаються у вируській мові. Учасник багатьох наукових конференцій, один з організаторів семінару «Прикордонні мови Балтійського моря і Фінляндії».
Володіє німецькою і англійською мовами. Дружина Маріка, донька Хіпп. Окрім мовознавства, Саар цікавиться біологією: вирощує екологічно чисті зерна і розробляє методики боротьби проти гризунів. Кавалер Ордена Білої зірки V класу (2004).

## Публікації
- Võrumaa kohanimede analüüs enamlevinud nimeosade põhjal ja traditsioonilise kogukonna nimesüsteem. Dissertationes philologiae estonicae Universitatis Tartuensis, 1406-1325; 22, Tartu Ülikool 2008.
- Räpina ja Vastseliina kohanimed. Sünkrooniline ülevaade ja andmebaas. In: Mariko Faster ja Evar Saar. Võromaa kotussõnimmist, Võro Instituut 2002.
- Eve Alender, Kairit Henno, Annika Hussar, Peeter Päll ja Evar Saar. Nimekorralduse analüüs, Eesti Keele Sihtasutus 2003.
- Võrumaa kohanimed", Tartu Ülikooli Kirjastus 2009, ISBN 9789949190430
- Võru nime päritolust, Keel ja Kirjandus 7/2009 [Архівовано 30 серпня 2017 у Wayback Machine.]
- Evar Saar: Loomuliku kakskeelsuseni, Delfi, 17. oktoober 2007 [Архівовано 18 травня 2017 у Wayback Machine.]